# Бели ап Нехтон
Бели ап Нехтон (валл. Bili ab Nechton; 577—640) — король Альт Клуита (621—640).

## Биография
Бели — сын короля Альт Клуита Нехтона ап Гвидно. При Бели к Альт Клуиту была присоединена Селковия.
Бели ап Нехтон успешно женился на дочери Энфрита, сын которого Талоркан I стал королём пиктов. Известно, что в 638 году в результате брака Северный Регед должен был отойти к Нортумбрии. Однако Бели не пожелал ослабления бриттов в этом регионе и силой захватил территории Северного Регеда.
Бели умер в 640 году и ему наследовал его сын Эугейн.